# Kristy Kowal
Kristina Ann „Kristy“ Kowal (* 9. Oktober 1978 in Reading, Pennsylvania) ist eine ehemalige Schwimmerin aus den Vereinigten Staaten. Sie gewann eine olympische Silbermedaille sowie je zwei Gold- und Silbermedaillen bei Weltmeisterschaften.

## Karriere
Kristy Kowal war bereits 1995 bei den Pan Pacific Swimming Championships dabei und belegte den fünften Platz über 100 Meter Brust und den zwölften Platz über 200 Meter Brust. Zwei Jahre später bei den Pan Pacific Swimming Championships in Fukuoka war sie Dritte über 100 Meter Brust und Neunte über 200 Meter Brust. Mit der 4-mal-100-Meter-Lagenstaffel gewann sie die Goldmedaille.
Bei den Weltmeisterschaften 1998 in Perth siegte Kowal zunächst auf der 100-Meter-Bruststrecke. Im Ziel hatte sie neun Hundertstelsekunden Vorsprung auf die Australierin Helen Denman. Über 200 Meter Brust siegte die Ungarin Ágnes Kovács mit einer Dreiviertelsekunde Vorsprung vor Kristy Kowal. Die US-Lagenstaffel mit Lea Maurer, Kristy Kowal, Jenny Thompson und Amy Van Dyken gewann ihren Endlauf mit über drei Sekunden Vorsprung. 1999 erschwamm Kowal bei den Pan Pacific Swimming Championships in Sydney Silber über 200 Meter Brust und Bronze über 100 Meter Brust. 2000 bei den Olympischen Spielen in Sydney trat Kowal nur über 200 Meter Brust an. Ágnes Kovács gewann mit 0,21 Sekunden Vorsprung vor Kowal, die ihrerseits 0,79 Sekunden vor ihrer Landsfrau Amanda Beard anschlug.
Bei den Weltmeisterschaften 2001 in Fukuoka belegte Kowal den sechsten Platz über 100 Meter und den fünften Platz über 200 Meter Brust. Über 50 Meter Brust siegte die Chinesin Luo Xuejuan mit einer halben Sekunde Vorsprung vor Kristy Kowal, die drei Hundertstelsekunden vor der Britin Zoe Baker anschlug. 2002 bei den Pan Pacific Swimming Championships in Yokohama erhielt Kowal eine Bronzemedaille über 200 Meter Brust. 2003 in Barcelona nahm Kowal zum dritten Mal an Weltmeisterschaften teil. Über 200 Meter Brust schied sie im Halbfinale aus, während sie über 50 Meter Brust das A-Finale erreichte und den sechsten Platz erschwamm. 2004 nahm Kowal an den Kurzbahnweltmeisterschaften in Indianapolis teil und belegte zum Abschluss ihrer Karriere den fünften Platz über 200 Meter Brust.
Kristy Kowal besuchte die Wilson High School in West Lawn, Pennsylvania, und schwamm dann für den Athens Bulldogs Swim Club in Georgia. Mit der Mannschaft der University of Georgia gewann sie zwei College-Mannschaftsmeisterschaften der National Collegiate Athletic Association. Nach ihrem Studium kehrte sie als Lehrerin nach Pennsylvania zurück.